# وعد الكشافة
منذ نشر كتاب الكشافة للأولاد في عام 1908، إلتزم جميع الكشافة والمرشدات في جميع أنحاء العالم بوعد الكشافة (أو الدليل) أو اليمين الدستوري لترتقى إلى مستويات المثل العليا للحركة الكشفية بالإضافة على علاقته مع قانون الكشافة. 

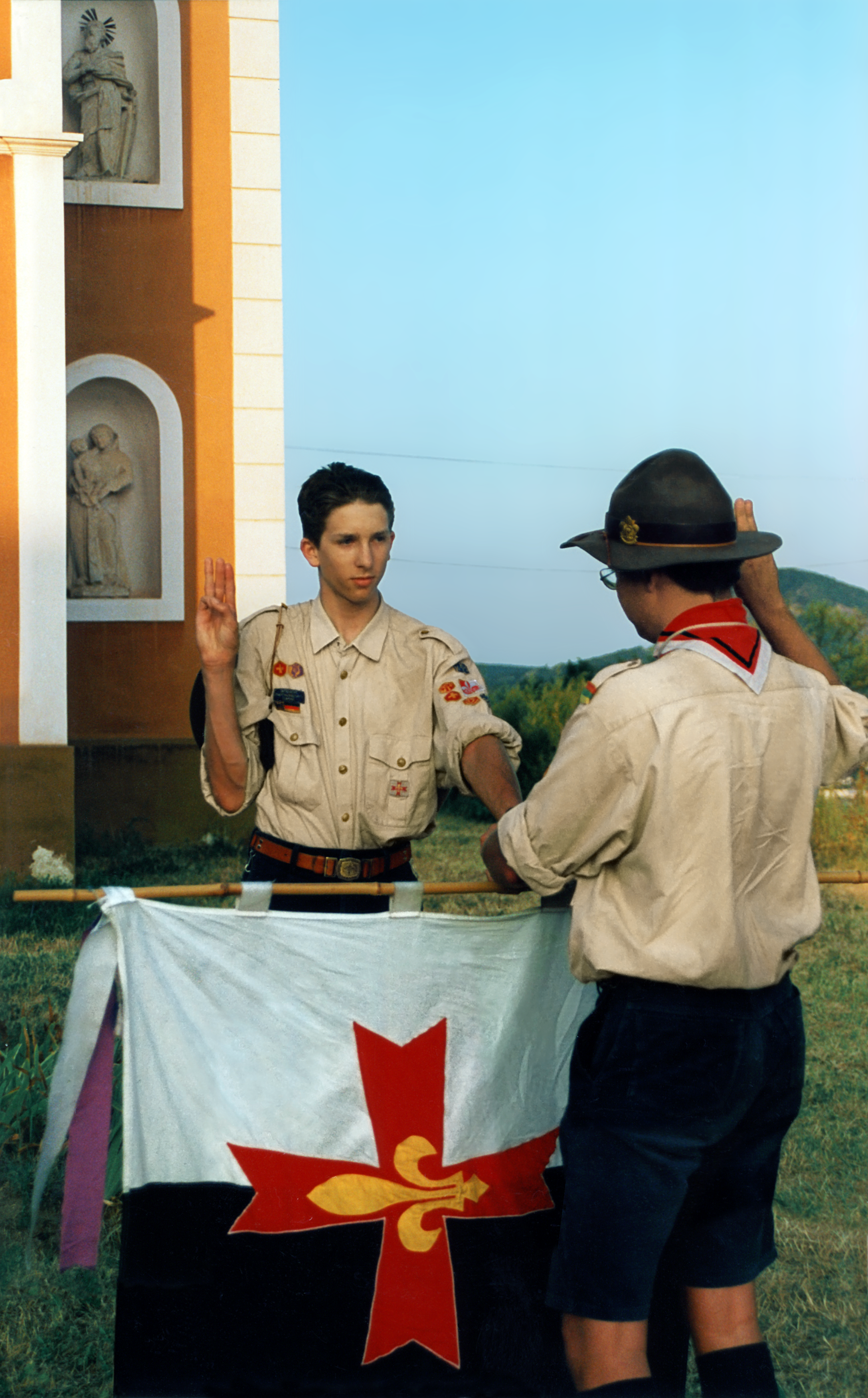

معظم المنظمات الكشفية والإرشادية تستخدم كلمة «الوعد»، وعدد قليل مثل الكشافة الأمريكية تميل إلى استخدام «اليمين» بدلا من كلمة الوعد. عادة عند تلاوة الوعد الكشفي من قبل الكشافة والمرشدات فانه يضمون الإبهام الخنصر ويرفعون السبابة والوسطى والبنصر. ودائماً يتبع اسم الكشافة شعار كُن مستعداً أما الحركة الكشفية العالمية التي تحتوي الإقاليم شعارها «لجعل العالم مكان أفضل» 
وقد تنوعت قليلا صياغة وعد الكشافة (أو القسم) والقانون الكشفي بما يتناسب مع الثقافة المحلية وما يحافظ على الهوية الوطنية، فكل دولة تختلف عن الأخرى فمثلاً وعد الكشافة السعودية «أعد أن أبذل غاية جهدي، في أن أقوم بما يجب، على نحو الله ثم الملك ثم الوطن وأن أساعد الناس في جميع الظروف، وأن أعمل بقانون الكشافة» أما كشافة الإقليم العربي يختلف الوعد لاختلاف رؤيتهم وهي المساهمة في تربية الشباب من خلال نظام مبنى على القيم يقوم على أساس وعد وقانون الكشافة للمساعدة في بناء عالم أفضل يكون فيه الأشخاص قادرين على الوفاء باحتياجاتهم الذاتية بالاعتماد على أنفسهم كأفراد ولعب دور بّناء في المجتمع، ولكن كل الصياغات تستند على الوعد والقانون كما عبر عنهما مؤسس الحركة الكشفية اللورد بادن باول. ونص الوعد الأساسي هو «نص الوعد: أعد بأن أبذل جهدي لأقوم بواجبي نحو الله والوطن وأساعد الغير وأعمل بقانون الكشاف.»
أي أن مبادئ الوعد الأساسية:
1. أن أكون موثوقاً به
2. أفعل أفضل ما بوسعي
3. أن أفعل واجبي أمام الله والوطن
4. أن أساعد الجميع في أي وقت
5. وأن أطيع قانون الكشافة

## قانون الكشافة العام
1. شرف الكشاف موثوق به.
2. الكشاف مخلص.
3. واجب الكشاف أن يكون مفيداً ويساعد الآخرين.
4. الكشاف صديق للجميع، وأخ لكل كشاف آخر.
5. الكشاف مؤدب ودمث الخلق.
6. الكشاف رفيق بالحيوانات.
7. الكشاف يطيع أوامر والديه وقائد فريق الكشافة ورئيس المجموعة الكشفية دون جدال.
8. الكشفية بشوش ويبتسم عند الشدائد.
9. الكشاف مقتصد.
10. الكشاف طاهر الفكر والقول والعمل.

## أنواع الواجبات
يستند الوعد والقانون على مبادئ الحركة الكشفية:
- «الواجب نحو الله» - علاقة الشخص بالقيم الروحية للحياة، والإيمان الراسخ بوجود قوة تعلو على قوة البشر.
- «الواجب نحو الآخرين» - علاقة الشخص مع المجتمع، ومسئولية الشخص داخل المجتمع؛ بالمعنى الواسع للمصطلح والذي يشمل: أسرته والمجتمع المحلي والوطن والعالم بأسره، وكذلك احترام الآخرين والمحافظة على البيئة التي تمثل عالم الطبيعة.
- «الواجب نحو الذات» - مسئولية الشخص عن تطوير إمكاناته ومهاراته، من خلال استغلال قدراته بأفضل طريقة.

## الطريقة الكشفية
وعد وقانون الكشافة يتشابك مع عدة عناصر حتى يحقق معناه، وهذه العناصر هي: 
- التعلم العملي
- الاحتكاك بالطبيعة
- الاحتكاك بالمجتمع
- البناء أو التطوير الذاتي
- نظام الفرق
- مساعدة الصغير والكبير
- بناء نموذج هيكل عملي موحّد

## متطلبات المنظمة العالمية للحركة الكشفية
وقد اختلف شكل الوعد قليلا من بلد إلى آخر وعلى مر الزمن، ولكن يجب أن يفي بمتطلبات المنظمة العالمية للحركة الكشفية (WOSM) لتأهيل منظمة الكشافة الوطنية للعضوية. إلى جانب توضيح قانون الكشفية، ينص دستور WOSM على ما يلي:
المادة الثانية، الفقرة 2: «الالتزام بالوعد والقانون»
يطلب من جميع أعضاء الحركة الكشفية الالتزام بوعد وقانون كشفي يعكس، بلغة مناسبة لثقافة وحضارة كل منظمة كشافة وطنية ومعتمدة من المنظمة العالمية، مبادئ واجب الله، واجب تجاه الآخرين وواجب على الذات، ومستلهمة من الوعد والقانون الذي صممه مؤسس الحركة الكشفية في الأصل على النحو التالي:
الوعد الكشفي
على شرفي أعدك بأنني سأبذل
قصارى جهدي – أن أقوم بواجبي تجاه الله والملك (أو إلى الله وبلدي)؛
لمساعدة الآخرين في جميع الأوقات؛

لطاعة قانون الكشافة.
من أجل استيعاب العديد من الأديان المختلفة داخل الكشافة، «الله» قد تشير إلى قوة أعلى، وليس مقصورا على وجه التحديد إلى إله الديانات التوحيدية. ويوضّح دستور «واجب الله» على أنه «التمسك بالمبادئ الروحية، والولاء للدين الذي يعبر عنها، وقبول الواجبات الناتجة عنها». 
الرابطة العالمية للمرشدات وفتيات الكشافة، وهي منظمة شقيقة لـ WOSM، لها نفس الصياغة في دستورها (الجزء 4، الفقرة 2: الوعد الأصلي)، وتتبع سياسات مماثلة.
في عام 2014، أصدرت جمعية الـ «ووم» قراراً بعنوان «الروحانية في الكشافة»، مدركةً أهمية الروحانية، ولكن دون تعريفها بكلمة «الله». ثم عقدت لجنة العمل المعنية بـ «واجب تجاه الله» في عام 2015، والتي بدورها أنتجت مشروع قرار آخر للنظر فيه في مؤتمر WOSM 2017. أشار القرار النهائي الصادر في 2017 إلى الحاجة إلى إجراء المزيد من التحقيقات، وإلى أن تأخذ المنظمة في اعتبارها «ثقافة وحضارة» المنظمة العضو إذا طُلب منها الموافقة على التغييرات التي تُدخل على وعدها أو قانونها. وعلى العكس من ذلك، طُلب من إحدى المنظمات الأعضاء أن تنظر في الحركة العالمية وأهدافها إذا طلبت صياغة بديلة. ضمنيّة إلى كلا قرار كان بيانات الإمكانية من يقدّم بديلة وعد أو قانون ضمن منظمة عضو. [البحثالأصلي؟]

### وعود بديلة
على الرغم من أن دستور WOSM ينص على أن الوعد يجب أن يتضمن إشارة إلى واجب الله، وافق مؤسس الكشافة اللورد بادن باول على استخدام الوعود مع الإشارة إلى المثل الأعلى، والحقيقة العليا، وهي إشارة اختيارية إلى الله، أو دون إشارة إلى الله، لبلجيكا وتشيكوسلوفاكيا وفرنسا ولوكسمبورغ وهولندا وفنلندا. ثلاثة من هذا بلاد بعد يقدّم هذا وعد بديلة (فرنسا، هولندا وجمهورية تشيكيّة). وذكر الاتحاد في عام 1932 أنه لن يتم تقديم أي استثناءات جديدة، وأعرب عن أمله في أن تتوقف البلدان القليلة المتبقية عن استخدام وعد دون أي إشارة إلى واجب الله.
وعلى الرغم من تأسيس الكشافة الإسرائيلية في عام 1919/1920، وانضمامها إلى الجمعية في عام 1951 وWAGGS في عام 1963، إلا أنها ليس لديها أيضاً «واجب تجاه الله» أو ما يعادلها على ما يبدو في وعدها. 
في عام 1969، قررت Eclaireuses et Eclaireurs israélites de France التوقف عن استخدام الإشارة إلى الله بسبب عدم اتساقها مع المعتقدات والممارسات الدينية من منظور يهودي. يمكن النظر إلى استخدام كلمة الله (ديو)، المستمدة من زيوس، كمرجع وثني غير مناسب في النصوص اليهودية أو التعليم. 
في أواخر القرن العشرين وأوائل القرن الحادي والعشرين، قدمت بعض المنظمات التابعة لـ WOSM وWAGGS وعودًا بديلة لبرامجها، مما أعطى أتباعها خيارًا. ومن الأمثلة على ذلك الكشفية (السويد)، الكشافة أستراليا، والكشافة كندا. 